# Froriepia subpinnata
Froriepia subpinnata är en växtart i släktet Froriepia och familjen flockblommiga växter.
Arten är en tvåårig ört som förekommer i Kaukasus och norra Iran. Den beskrevs först som Bupleurum subpinnatum av Carl Friedrich von Ledebour 1831, och fick sitt nu gällande namn av Henri Ernest Baillon 1879.